# Глодяну-Сіліштя
Глодяну-Сіліштя (рум. Glodeanu-Siliștea) — село у повіті Бузеу в Румунії. Адміністративний центр комуни Глодяну-Сіліштя.
Село розташоване на відстані 70 км на північний схід від Бухареста, 35 км на південь від Бузеу, 116 км на південний захід від Галаца, 130 км на південний схід від Брашова.

## Населення
За даними перепису населення 2002 року у селі проживала 1721 особа. Рідною мовою 1719 осіб (99,9%) назвали румунську.
Національний склад населення села:
| Національність | Кількість осіб | Відсоток |
| -------------- | -------------- | -------- |
| румуни         | 1676           | 97,4%    |
| цигани         | 44             | 2,6%     |